# Patrik Eklund
Patrik Eklund (* 7. Juli 1978 in Arvidsjaur) ist ein schwedischer Filmregisseur und Drehbuchautor.

## Leben
Patrik Eklund machte sich vor allem als Kurzfilmregisseur einen Namen, bevor er ab 2014 einige Serien für das schwedische Fernsehen drehte. Außerhalb Schwedens wurde er vor allem als Regisseur des Kurzfilms Istället för Abrakadabra wahrgenommen, für den er bei der Oscarverleihung 2010 eine Oscar-Nominierung erhielt.  Sein Horrorfilm Konferensen, basierend auf dem gleichnamigen Roman von Mats Strandberg, erschien 2023 auf dem Streaming-Dienst Netflix.
2002 gründete er in Umeå seine eigene Produktionsgesellschaft Frame Station.

## Filmografie
- 2002: One Christmas Morning (Kurzfilm)
- 2007: Situation Frank (Kurzfilm)
- 2008: Istället för Abrakadabra (Kurzfilm)
- 2009: Slitage (Kurzfilm)
- 2010: Den ryska dörren (Fernsehfilm)
- 2012: Flimmer
- 2013: Syndromeda (Kurzfilm)
- 2014: ÄntligenHelg! (Fernsehserie)
- 2015: Of Biblical Proportions (Kurzfilm)
- 2016: Anatomy (Kurzfilm)
- 2017: Småstaden (Fernsehserie)
- 2018: Infektionen (Kurzfilm)
- 2019: Revansch (Fernsehserie)
- 2020: We Got This (Fernsehserie)
- 2021: Finito (Kurzfilm)
- 2021: Mäklarna (Fernsehserie)
- 2023: Konferensen